# 788 (číslo)
Sedm set osmdesát osm je přirozené číslo. Následuje po čísle sedm set osmdesát sedm a předchází číslu sedm set osmdesát devět. Římskými číslicemi se zapisuje DCCLXXXVIII a řeckými číslicemi ψπη.

## Matematika
788 je:
- Deficientní číslo
- Složené číslo
- Nešťastné číslo

## Astronomie
- (788) Hohensteina je planetka hlavního pásu, kterou objevil v roce 1914 Franz Kaiser

## Roky
- 788
- 788 př. n. l.